# Kenzan
 (octobre 2019).

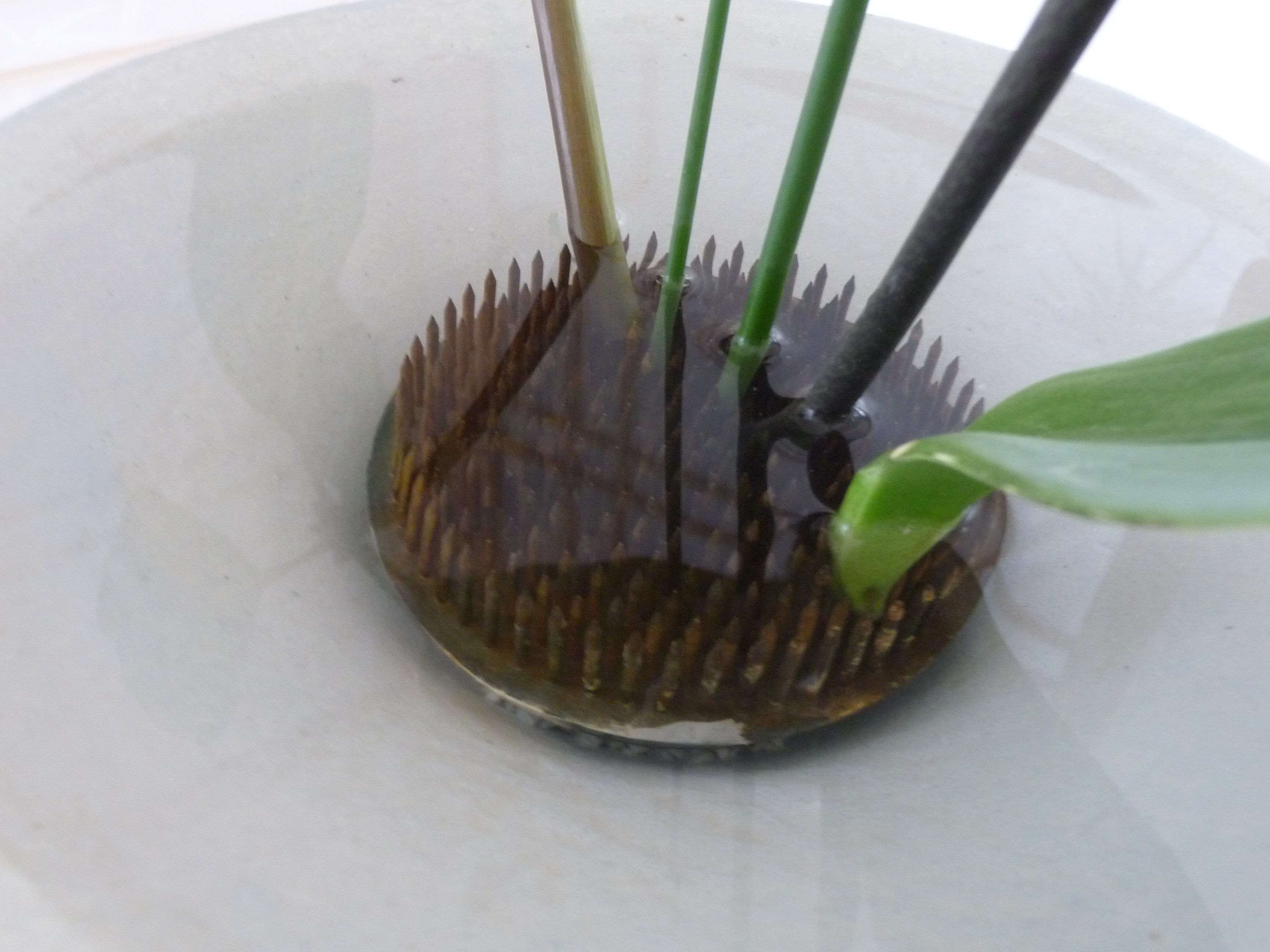
Un kenzan immergé dans de l'eau et planté de tiges.

Le kenzan (剣山), est un outil utilisé exclusivement dans l'art japonais de la composition florale ikebana pour fixer les fleurs à un contenant. Il s'agit d'une base en fer hérissée de pics sur lesquels des tiges sont fixées.
Le terme « kenzan » veut littéralement dire « épée de la montagne ». Il a été popularisé par le style Moribana d'ikebana.
Un outil similaire, sans pic, mais avec des trous, est un shippo dome (七宝留め) et est utilisé principalement par l'école Saga Go-ryū.
Son usage est détourné pour des matchs de catch hardcore ultraviolents dans des fédérations comme la Combat Zone Wrestling ou la Big Japan Pro Wrestling. Il est le plus souvent planté dans la tête où il reste enfoncé dans la chair.